# Història de Namíbia

Bandera de Namíbia

La història de Namíbia es remunta gairebé a l'origen de la humanitat per la presència d'alguns dels primers homínids coneguts, però la resta de la seva història és poc coneguda i poc estudiada fins a l'arribada dels navegants portuguesos al segle xv.
Durant l'expansió, conquesta i colonització europea, la regió va canviar de mans en quatre ocasions fins a la seva definitiva independència de Sud-àfrica el 1990.

## Prehistòria de Namíbia
Els primers homínids que van poblar aquesta part d'Àfrica i dels quals es té notícia van ser els Australopithecus africanus, que van viure fa uns quatre milions d'anys en tota la part d'Àfrica que va des d'Etiòpia fins a Sud-àfrica. És possible que els primers éssers considerats humans, els Homo habilis, haguessin nascut a Namibía, ja que la paleontologia no havia aconseguit datar, a principis del segle xxi, el lloc de naixement d'aquesta espècie, la primera que la comunitat científica admetia per unanimitat com a humana segons el paleontòleg Juan Luis Arsuaga. S'han trobat fòssils d'aquests homínids en aquestes latituds amb una edat aproximada d'1.800.000 anys, segons el professor Francis Thackeray.
Als 2 milions d'anys apareix l'Homo ergaster, que és el primer homínid a sortir del continent africà per començar a poblar la Terra. D'aquesta manera, durant un petit període, les dues primeres espècies d'homínids van coexistir.
Fa 1,7 milions d'anys o fins i tot abans apareix l'Homo erectus, que ja comença a dur a terme accions de caça, i cap al 500000 aC arriben els primers coneixedors del foc, del qual ja es tenia coneixement un milió d'anys abans a l'Àfrica de l'est.
Fa uns 250.000 anys hi va aparèixer l'Homo sapiens, descendent del ja citat Homo erectus. A Namíbia es va descobrir entre 1969 i 1982 una col·lecció de pintures rupestres a la cova de Hunsber, al nord del riu Orange, que és una de les primeres representacions artístiques trobades a l'Àfrica, amb una antiguitat compresa entre els 27.000 i 25.000 anys.
Progressivament, aquests grups de caçadors recol·lectors van anar evolucionant cap als boiximans que van viure al país, formant tres grups diferents, però amb algunes característiques que els diferenciaven entre ells.
El primer registre que es té de pastors, en aquest cas els khoikhoi, és de fa 2.600 anys, i en destaca especialment la cria d'ovelles.

## L'edat del ferro de Namíbia

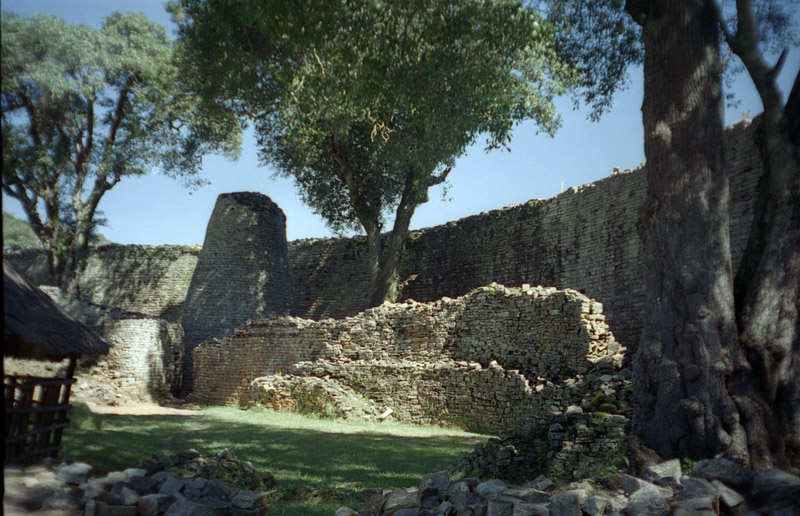
És possible que les ramificacions del Gran Zimbàbue arribessin fins a Namíbia durant la seva edat del ferro africana

Ningú està totalment segur de la procedència de les tribus negres bantu; Alfons Roig situa la seva procedència en les proximitats de l'actual Txad i un període comprès entre el 2000 i el 1000 aC.
Cap a l'any 1000 dC van florir els poblaments mapungubwe, que van ser el nucli de la civilització shona. Aquesta civilització va florir a la part occidental de Zimbàbue i, encara que és molt poc el que se'n sap, la seva presència o influència és possible que arribés a la part oriental de Namíbia. La seva riquesa es basava en la ramaderia i el comerç d'ivori i or.
La civilització mapungubwe va anar entrant en decadència i fou substituïda progressivament per la del Gran Zimbàbue cap al 1200 dC.
Existeixen pocs estudis sobre l'organització i la cultura del territori durant el període equivalent a l'edat antiga i l'edat mitjana a Europa. És possible que l'imperi del Gran Zimbàbue arribés fins a Namíbia amb més o menys intensitat entre els segles XII i XVII, o almenys la seva influència comercial; ja que aquest imperi va haver de dominar el comerç i la cultura de l'Àfrica meridional durant aquesta època.
La influència de les tribus bantu abans citades es va anar fent sentir gradualment cap al sud de l'estat durant els segles següents. Més al sud habitava el poble khoikhoi de pell groguenca, però aquesta ètnia va desaparèixer com a tal en el segle xviii. Aquestes dues dades, la constatació que els bantu procedien del nord en una llarga migració, i la desaparició d'aquest altre poble, perquè ha estat utilitzat tradicionalment pels sud-africans blancs per a esgrimir el seu dret sobre l'extrem sud del continent. Segons ells el poble negre que actualment viu a Sud-àfrica va arribar primer a llocs com Namíbia i d'allí va baixar més al sud, després que els europeus fundessin les primeres colònies.

## Arribada dels europeus
El primer europeu del qual es té notícia que va arribar a les costes de Namíbia va ser el portuguès Diego Cao, que va arribar a les costes del Namib el 1486; desembarcà en el que actualment és el cap Cross, en la seva ruta cap a l'Índia.
Aviat va quedar demostrada la importància de Namíbia com un ancoratge més en la important Ruta de les espècies, així com a base per baleners. Aquests últims van establir bases en les actuals Walvis Bay i Sandwich Bay, i les utilitzaren durant més de dos segles.
A principis del segle xix es constata l'arribada dels orlam nama (un grup de l'ètnia khoikhoi) al territori, creuant el riu Orange i provinents de l'interior del continent, possiblement relacionada amb el Mfecane. La procedència d'aquests grups és molt difícil de determinar per les escasses excavacions.
Cap al 1870 els baster (descendents de colons holandesos i dones africanes) van arribar a Namíbia procedents en aquesta ocasió d'El Cap.
El 1878 la Gran Bretanya es va annexionar Walvis Bay i la seva zona adjacent, i començà un dels diversos canvis de colonitzadors que va patir l'estat i els seus habitants.
Així mateix diversos empresaris i comerciants alemanys es van anar instal·lant a la costa namíbia i serien ells els que posteriorment pressionarien al seu estat per obtenir Namíbia com a colònia. Quan van esclatar les guerres tribals a la dècada dels 80 del segle xix els atacs als europeus i les seves possessions van començar a produir-se i aquests van demanar ajuda a Europa; únicament Alemanya va enviar-hi soldats per protegir els seus.

### Namíbia i la Conferència de Berlín

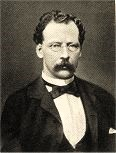
Adolf Lüderitz, el fundador de l'Àfrica del Sud-oest alemanya

Durant la Conferència de Berlín el canceller alemany Otto von Bismarck va aconseguir parcialment el seu objectiu de dispersar les colònies europees a Àfrica per obligar les altres nacions europees a destinar més tropes a aquest continent, tropes que d'una altra manera havien servit a Europa. Alemanya va obtenir en aquesta conferència Togo, Camerun, Àfrica Oriental (Tanzània) i Namíbia, anomenada en aquell moment Àfrica del Sud-oest. Per aquest tractat van començar a obrir-se protectorats, començant pel d'Adolf Lüderitz, i es van signar tractats de protecció amb diverses tribus. D'aquesta manera tota l'actual Namíbia estava sota administració alemanya.
Les colònies africanes no van reportar grans beneficis als alemanys, doncs, com altres colonitzadors, van haver de crear infraestructures ferroviàries i industrials per poder explotar les riqueses del territori. Les colònies alemanyes van ser més aviat una qüestió d'orgull nacional: davant l'actuació d'altres potències, Alemanya havia de tenir també colònies. No obstant això, obtingué com a conseqüència el desviament de tropes i recursos en la guerra que vindria posteriorment.

### La repressió alemanya

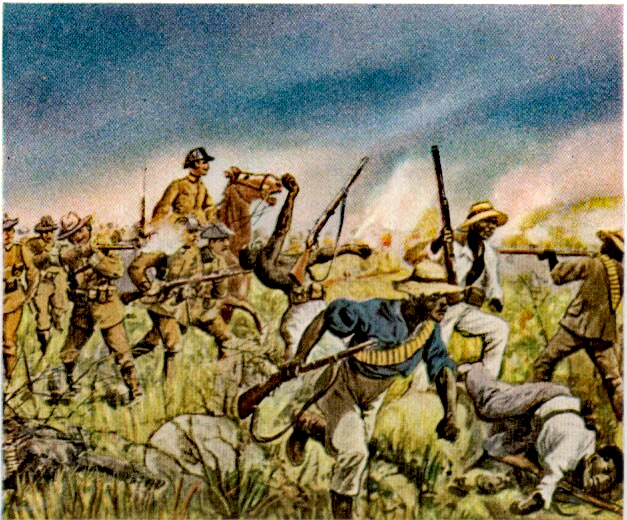
Alemanys reprimint els nadius hereros, per Richard Knötel

Malgrat el relatiu poc benefici obtingut, els alemanys van agafar amb força el territori i van reaccionar amb la gairebé clàssica forma de reacció de les potències colonials: la repressió brutal.
El 1893 el líder dels witbooi nam, Hendrik Witbooi, es va negar a signar un d'aquests tractats i el 12 d'abril van començar els atacs alemanys a HoornKarns. La guerra de guerrilles que va venir a continuació va durar més d'un any fins a la rendició de Witbooi a les muntanyes de Naukluft.

Les contínues ocupacions de les terres més agrícoles per part dels europeus van crear un creixent ressentiment entre els africans. Al nord de l'estat es van produir enfrontaments entre les tropes del lord Maicon i la població autòctona cap a la regió de Bondelswart Nama. Però la guerra va començar el 1904 quan un líder del poble herero, anomenat Maherero, es va alçar contra els alemanys. En la batalla de Waterberg l'11 de gener del 1904 els herero van ser derrotats. Posteriorment els supervivents es van exiliar a Bechuanalandia (actual Botswana), van patir la deportació a zones de les muntanyes sense aigua ni aliments o foren víctimes del genocidi posterior perpetrat pels alemanys que va començar amb l'ordre d'extermini de Lothar Von Trotha:
| « | La nació herero ha d'abandonar el país (...) Dins dels límits de les fronteres alemanyes, tot herero, armat o desarmat, amb bestiar o sense, serà eliminat. | » |

 Les accions alemanyes van fer descendir la població herero de 80.000 habitants a uns 15.000.
No obstant això, aquesta repressió no va aconseguir sufocar-ne les revoltes: 
- El 28 gener del 1904 diversos centenars de guerrers ndonga van atacar Fort Namutoni, al nord de l'estat.
- El 3 octubre 1904 Hendrik Witbooi va tornar a enfrontar-se als alemanys en una guerra que duraria dos anys.

Es calcula que hi van morir uns 80.000 africans entre 1904 i 1907, cosa que va suposar el 80% del poble herero.

### Namíbia durant la Primera Guerra mundial
L'objectiu secundari de Bismarck en la Conferència de Berlín d'impedir la unificació de les colònies de les altres potències i treure efectius militars d'Europa estava aconseguit. Malgrat tot els alemanys van proposar a britànics i francesos no portar la guerra al continent negre per no donar l'espectacle davant dels negres en interès de l'ètnia blanca. També alemanys i britànics van signar un tractat secret pel qual pensaven repartir-se les colònies africanes de Bèlgica i Portugal, pròxims estats a entrar en guerra.
No obstant això, la Triple Entesa aviat va veure fàcil la captura de les possessions alemanyes a Àfrica; a més, França i Bèlgica volien venjar l'ocupació del seu territori pels alemanys.
Sobre el paper la invasió de Namíbia, com la de les altres possessions alemanyes, semblava un passeig militar. Els alemanys estaven separats i poc assentats entre la població africana. A més, les potències de l'Entesa controlaven les rutes marítimes i els superaven en soldats, més encara quan s'hi va unir Portugal el 1916 semblaven confirmar-se aquests plantejaments. Togo va caure en pocs dies, però l'Àfrica Oriental va aguantar tota la guerra; Camerun un any i mig i Àfrica del Sud-oest (posteriorment Namíbia) va resistir gairebé un any, del 4 d'agost del 1914 al 9 de juliol del 1915.
En la contesa van lluitar blancs i molts africans reclutats en els exèrcits del Kaiser per diferents mètodes: entrada voluntària per sortir de zones de fam, reclutament forçós, lliurament voluntari per reietons desitjosos de guanyar el favor dels europeus.
A l'Àfrica la pèrdua de les colònies era previsible, però Berlín va aconseguir mantenir en aquest continent nombroses tropes enemigues amb un cost molt baix de soldats propis. El 9 de juliol de 1915 els alemanys es van rendir a prop de Khorab a les tropes de la Unió Sud-africana. Després del tractat de Versalles la futura Namíbia va passar a ser colònia britànica i el 17 de desembre del 1920 la Societat de Nacions va confirmar el Mandat de la Societat de Nacions de Sud-àfrica sobre l'estat.

## L'ocupació sud-africana
En principi l'Àfrica del Sud-oest seria un territori administrat per la Unió Sud-africana, però de seguida l'administració va començar a canviar per convertir-la'n en una província més. Va augmentar la immigració i l'expropiació de terres per als nous colons.
Aquests colons aviat van trobar el rebuig de les tribus autòctones. Al nord, el cap Mandue es va oposar a les demandes territorials i al sud els bondelswart van començar a aixecar-se quan els sud-africans van intervenir en la successió dels caps tribals.
Després de la victoriosa participació sud-africana en la Segona Guerra Mundial es va proposar convertir el territori en una província sud-africana el 1946; la recentment fundada ONU s'hi va oposar, però la Unió Sud-africana va decidir ignorar-la i va tractar la futura Namíbia com la seva cinquena província.

### Namíbia sota l'Apartheid
El 1948 hi guanya les eleccions el National Party i comença també a Namíbia el règim de l'Apartheid.
El 1950 el Tribunal Internacional de Justícia dictamina que Sud-àfrica no ha de signar un nou tractat amb l'ONU, però sí ha d'admetre la supervisió de l'Assemblea General de l'ONU. Sud-àfrica s'hi oposa i cinc anys després el Tribunal dictamina que l'Assemblea General sí que està capacitada per a la supervisió de les actuacions sud-africanes a l'Àfrica del Sud-oest.
Van passar onze anys fins que a l'agost del 1959 es funda la South West Africa National Union (SWANU) per protestar contra l'ocupació il·legal de Namíbia. Al setembre se li uneix l'Owamboland People's Organization (OPO) i ambdues lluiten contra accions com la separació dels habitatges per ètnies.
Mentrestant els sud-africans continuen amb accions que provoquen el rebuig popular, com els desplaçaments forçosos. El desembre del 1959 són desallotjats els habitants d'Old Location, a Windhoek per dur-los a Katutura Township; l'oposició no es fa esperar, però la policia sud-africana la reprimeix amb duresa (en no tenir material antiavalots com porres o escuts no dubten a emprar les armes de foc); d'aquesta forma el desallotjament es va saldar amb la Massacre de Sharpenville, amb tretze morts i 60 ferits.
El 1960 Etiòpia i Libèria emprenen accions legals contra Sud-àfrica davant el TU per no respectar el mandat. Al mateix temps les dues organitzacions que treballaven per la independència de l'estat se separen i l'OPO es converteix en la South West Africa People's Organization (SWAPO) per desallotjar els sud-africans i aconseguir la independència del territori.
El 1962 el govern de F. H. Odendaal decideix aplicar a l'Àfrica del Sud-oest la divisió en bantustans, com ja estaven fent al seu estat. El discurs oficial del poder deia que els nadius havien aconseguit suficient desenvolupament per valer-se per si mateixos i podien ser independents; però la idea era recloure'ls en zones totalment dependents de Sud-àfrica, però nominalment independents, i així podrien tractar la població autòctona com estrangers al seu propi territori, tot i continuar sent totalment dependents de Sud-àfrica. L'operació de segregació es va conèixer com el Pla Odendaal i tractava de dividir el 40% de l'estat (uns 332.567 km{\displaystyle 2} en aquestes administracions, segons un informe elaborat per una comissió que ho estudià. Cada bantustan posseiria assemblees legislatives separades per a blancs i per a negres. El 1968 ja es van constituir autoritats representatives per a aquests territoris, autoritats que no van ser reconegudes per cap estat, menys per Sud-àfrica. Tampoc les va considerar legals el Tribunal Internacional de Justícia, però van seguir vigents i foren una de les primeres reclamacions de dissolució per a partits com el Congrés Nacional Africà. Finalment s'abolirien amb la independència del país.

### La guerra contra Sud-àfrica

La SWAPO va decidir obtenir la independència utilitzant la força i va portar el pes de la guerra

EL 1965 un grup de guerrillers s'infiltren a l'interior d'Àfrica del Sud-oest i comencen la guerra contra Sud-àfrica. A l'any següent la SWAPO va declarar que la independència de Namíbia només podia realitzar-se per força i aquest mateix any es va formar el Consell de l'ONU per a l'Àfrica del Sud-oest integrat per onze membres. Aquest consell va aportar considerable ajuda no militar a la SWAPO en forma d'educació.
El 1966 la SWAPO i la policia sud-africana entaulen el seu primer enfrontament a Ongulumbashe. Però la col·laboració de Sud-àfrica amb Portugal privava als guerrillers de la seva principal base d'operacions a Angola, i havien d'establir-se a més de 1.000 km del lloc d'incursió, a Zàmbia. Així mateix el TU va desestimar les demandes de Libèria i Etiòpia.
No obstant això, no tot van ser males notícies per a la SWAPO. La població namibiana es va decantant més per ells i per la independència que per la permanència a Sud-àfrica. El 1968 es bateja ja al territori com Namíbia. També va quedar clara la incapacitat de la policia sud-africana per controlar la situació i, a principis dels 70, va haver d'intervenir-hi l'exèrcit. Va ser cap a aquestes dates, el 1971, quan finalment el TU va declarar il·legal la permanència de Sud-àfrica a Namíbia.
El 1973 les forces de defensa de Sud-àfrica van assumir el pes de la guerra i el 1975, amb la independència d'Angola, el teatre d'operacions es va traslladar de Zàmbia, sense arribar a abandonar-la, al sud d'Angola, on la SWAPO va fixar la caserna general.
Sud-àfrica va jugar la carta de donar suport a la guerrilla de l'UNITA per contrarestar la possible col·laboració d'un règim comunista com el del MPLA angolès als seus enemics. A més hi continua la intervenció sud-africana amb diferents operacions, i arriba a mitjans del 1975 a l'interior d'Angola.
Angolesos i cubans van aconseguir aturar l'ofensiva sud-africana, la qual cosa va permetre a la SWAPO conservar bona part de la seva infraestructura a l'estat.
Les dues potències militars del moment, l'OTAN i el Pacte de Varsòvia, hi van prendre partit. El Pacte de Varsòvia hi va col·laborar amb fons soviètics i assessors cubans. Per la seva banda els Estats Units i curiosament la Xina van decidir enviar subministraments de tota classe a l'UNITA comandada pel sanguinari Jonas Savimbi.
També el 1975 Pretòria va convocar els partits de Namíbia per redactar una constitució en l'anomenada Turnhalle Conferece. La constitució que sortí d'aquella conferència va ser aprovada per Sud-àfrica, però rebutjada per l'ONU; malgrat tot, es van convocar eleccions generals el 1978 i les guanyà el partit Democratic Turnhalle, la qual cosa obria la porta a tenir a Windhoek un govern prosud-africà, però les eleccions van ser boicotejades per la SWAPO i declarades nul·les per l'ONU.
Encara que Sud-àfrica va acceptar el 1978 entaular-hi converses, sabia que el suport popular de la SWAPO era massa gran i que guanyaria les eleccions. Per això va decidir continuar amb la guerra.
El 4 de maig del 1978 les famoses Forces Especials de Sud-àfrica van atacar la caserna de la SWAPO a Cassinga. L'operació va ser un èxit per als blancs del sud, però el gran nombre de morts, sobretot civils, ho converteix en un referent de la independència que se celebra cada any.
Al setembre del 1978 l'ONU va adoptar la Resolució 435 i Sud-àfrica va tractar de guanyar temps per derrotar militarment la SWAPO.
Des d'aquesta data les operacions antiguerrilleres es van ampliar i s'entrà cada vegada més en una guerra convencional. De la mateixa manera va continuar el suport a l'UNITA perquè aquesta n'ocupés més territori, en el qual operava la SWAPO.
Al setembre del 1983 els partits namibis celebren la Multi-Party Conference (MPC) i el 1985 van mantenir reunions amb els guerrillers a Lusaka, però no es va arribar a cap acord i els partit namibis formen un govern d'unitat nacional. L'endemà passat el Consell de Seguretat de l'ONU condemna i declara il·legals les accions de Sud-àfrica per controlar les decisions de Namíbia i determinar unilateralment el seu futur polític.
El suport a l'UNITA va continuar, perquè si perdia la SWAPO podria obrir un front de més centenars de quilòmetres, però també havien d'intensificar les accions directes.
Després de la batalla de Cuito Cuanavale del 1987 els dos bàndols són conscients de l'esgotament que pateixen i decideixen entaular negociacions de pau. A l'any següent es reuneixen a Ginebra el ministre d'Afers Estrangers de Sud-àfrica Pik Botha i el secretari d'estat per a Assumptes Africans dels Estats Units Chester Croker, per aconseguir un pla que portés a la independència de Namíbia. Al març signen l'acord, s'entaulen reunions d'alt nivell entre els dirigents de les nacions implicades i al desembre del 1988 se signa a Nova York l'acord Trilateral de Nova York per posar en pràctica la Resolució 435 de gairebé quatre anys abans.
Malgrat que la SWAPO va estar a punt de fer fracassar la iniciativa tot just començar, l'abril del 1988 es va celebrar una reunió a Mount Etjo Safari Lodge, on se signa la Declaració de Mount Etjo i es torna a posar en marxa al Resolució 435.

## Namíbia independent
Entre el 7 i l'11 de novembre del 1989 es convoquen les eleccions supervisades per la UNTAG. Van votar el 97% dels 701.483 habitants amb dret a vot. Com ja preveia Sud-àfrica, la SWAPO va guanyar amb un 56,5% dels vots, seguida pel Democratic Turnhalle Alliance (DTA) amb un 28,1%. Fou nomenat Sam Nujoma primer president democràtic de Namíbia.
El 9 de febrer del 1990 s'aprova la nova Constitució de Namíbia elaborada per l'Assemblea Constituent. El 21 de març d'aquest mateix any la bandera sud-africana és arriada de l'Indepedence Stadium i hissada l'ensenya de Namíbia.
El 1991 l'estat entra a formar part de la Commonwealth i la reina Isabel II del Regne Unit el visita. Així mateix comencen les negociacions per recuperar Walvis Bay i les illes costaneres.
L'1 de març del 2004 la badia reclamada li és retornada, així com les illes.
Per la seva condició de primer president i davant les dificultats que tenia per davant Nujoma va poder gaudir de tres mandats consecutius, en lloc de dos que en tindria el seu successor. Durant el seu mandat va aprofundir més en la radicalització del seu partit en les formes a l'estil del president de Zimbàbue Robert Mugabe.
El 2004 va anunciar la seva retirada el candidat que es presentaria per la SWAPO a la presidència, el ministre de la Propietat i la Rehabilitació Hifikepunye Pohamba. Després de les eleccions de novembre d'aquest any i amb diverses dilacions en l'anunci del resultat, Pohamba va sortir elegit segon president de la nació africana, un fet poc inesperat donat el suport popular amb què comptava el partit que va portar la nació a la independència.
Des de llavors Namíbia gaudeix d'una de les rendes per capita més altes d'Àfrica per les seves enormes riqueses minerals, com l'urani comprat per l'Iran, i els diamants; tant és així que l'empresa belgo-sud-africana DeBeers va millorant les seves condicions i permetent l'explotació diamantífera fins al 2013.
Tot i la certa consolidació de la democràcia, la cúpula del partit governant va aconseguir impedir la candidatura dels ministres més moderats, com el de Cultura, i l'estat s'enfronta a greus problemes com la desigualtat en la distribució de la riquesa (el 5% de la població posseeix el 75% dels ingressos, i la sida, que posen en perill la seva estabilitat macroeconòmica, segons Afro News.